# دامة (قلعة خواجة)
دامة (بالفارسية: دمه) هي منطقة سكنية تقع في إيران في قسم قلعة خواجة الريفي. يقدر عدد سكانها بـ 87 نسمة .